# Claire Dodd
Claire Dodd, właśc. Dorothy Anne Dodd (ur. 29 grudnia 1911 w Des Moines w Iowa w USA, zm. 23 listopada 1973 w Los Angeles) – amerykańska aktorka.
Miała pięcioro dzieci – syna z pierwszego małżeństwa i czworo dzieci z drugiego. Zmarła na raka w Beverly Hills w Los Angeles w Kalifornii.

## Wybrane filmy
- The Glass Key (1935)
- The Black Cat (1941)